# Grubbsjön (Dorotea socken, Lappland, 717056-148136)
Grubbsjön är en sjö i Dorotea kommun i Lappland och ingår i Ångermanälvens huvudavrinningsområde. Sjön har en area på 0,154 kvadratkilometer och ligger 372,6 meter över havet.

## Delavrinningsområde
Grubbsjön ingår i det delavrinningsområde (717095-148117) som SMHI kallar för Utloppet av Grubbsjön. Medelhöjden är 413 meter över havet och ytan är 1,21 kvadratkilometer. Räknas de 2 avrinningsområdena uppströms in blir den ackumulerade arean 6,06 kvadratkilometer. Vattendraget som avvattnar avrinningsområdet har biflödesordning 3, vilket innebär att vattnet flödar genom totalt 3 vattendrag innan det når havet efter 269 kilometer. Avrinningsområdet består mestadels av skog (87 procent). Avrinningsområdet har 0,16 kvadratkilometer vattenytor vilket ger det en sjöprocent på 12,9 procent.